# Rodman (New York, város)
Rodman város az USA New York államában, Jefferson megyében. Lakosainak száma 1197 fő (2020. április 1.).

## Népesség
A település népességének változása:

| 2010 | 1 176 |
| 2020 | 1 197 |